# Physalis virginiana
Espèce
Statut de conservation UICN

 LC  : Préoccupation mineure
Physalis virginiana est une espèce de plante à fleurs de la famille des Solanaceae. Il est dénommé couramment virginia groundcherry. C'est une espèce rhizomateuse vivace dont la base de la tige est profondément enfouie. On la trouve principalement dans l'est de l'Amérique du Nord et jusqu'au Wyoming à l'ouest.

## Description
Chaque plante présente typiquement une à six tiges velues qui sont fourchues avec des branches ascendantes. Ses feuilles sont vert pâle et en forme de lance. De petites fleurs verdâtres poussent sur chacune de ses tiges. Les fleurs forment une structure en forme de vessie à cinq angles qui entoure le fruit de la plante, d'un diamètre d'un peu plus d'1 cm. La plante peut atteindre une hauteur de 20 à 30 cm.

## Répartition et habitat
Le cerisier de Virginie est originaire d'une grande partie des États-Unis ainsi que du Manitoba, de l'Ontario, du Québec et du Nouveau-Brunswick. Il est considéré comme rare dans certaines parties de l'Ontario. Physalis virginiana se rencontre principalement de début juillet à septembre. Il préfère les sols humides et légèrement sablonneux où le pâturage est léger. Cependant, comme d'autres membres du genre Physalis, c'est une espèce agressive dans certaines parties des États-Unis. Un exemple spécifique des capacités agressives de P. virginiana est son effet sur la production de soja dans le Kentucky. Les baies sont souvent écrasées pendant la récolte du soja, ce qui permet aux graines de Physalis de s'accrocher aux graines de soja. Les normes de certification pour la production de soja exigent qu'il n'y ait pas plus de 62 plantes de morelle noire ou de Physalis virginiana par hectare lors de l'inspection. Ce problème a donné lieu à des études scientifiques sur les moyens de réduire les populations de Solanum americanum et de Physalis virginiana autour des exploitations de soja. L'une de ces études a révélé que la germination de ces plantes était réduite dans l'obscurité et dans des substrats au pH plus faible. Les plants de Physalis virginiana ont été moins affectés par la réduction de l'humidité.

### Hybridation
Le potentiel hybridation de P. virginiana a également été étudié. L'une de ces études a révélé que la population de P. virginiana diminuait dans une région en tant qu'hybride de P. virginiana et de Physalis heterophylla. Les chercheurs pensent que l'augmentation de l'hybridation de P. virginiana est peut-être due à la rareté du pollen de P. virginiana. Une autre possibilité qu'ils ont avancée est que les plantes hybrides pourraient être mieux adaptées à certains environnements.

## Utilisation

### Utilisation alimentaire
Physalis virginiana est l'une des espèces comestibles d'Amérique du Nord. Faisant partie de la même famille que les morelles, les fruits non mûrs peuvent être toxiques. Lorsqu'il est mûr, le fruit doit être d'une couleur jaune orangé. La saveur, lorsqu'il est fraîchement cueilli, ressemble presque à celle d'un bonbon, mais se transforme après peu de temps en quelque chose de plus proche d'une tomate cerise.

### Potentiel médicinal
Les Amérindiens utilisaient traditionnellement diverses espèces de Physalis pour soigner les infections oculaires, les plaies ouvertes et les symptômes gastro-intestinaux.
Les espèces de Physalis sont aujourd'hui étudiées pour leurs bienfaits potentiels sur la santé. Une étude portant spécifiquement sur P. virginiana avait pour but d'étudier son potentiel antibactérien. L'objectif global de cette étude était d'identifier les composés chimiques de P. virginiana qui pourraient être utilisés pour fabriquer des antibiotiques. Les chercheurs ont introduit des extraits de la plante dans douze cultures bactériennes différentes. Ils ont constaté que les extraits de la plante inhibaient la croissance de huit des douze souches de bactéries. Ils ont identifié le composé chimique de la plante qui inhibe la croissance des bactéries comme étant le withanolide. La plante entière a montré des propriétés d'inhibition des bactéries, mais les extraits des pousses de la plante ont eu le plus d'effet, et les extraits des racines de la plante ont eu le moins d'effet.

## Liste des variétés
Selon GBIF (24 septembre 2024) :
- Physalis virginiana var. campaniforme Waterf.
- Physalis virginiana var. virginiana

## Systématique
Le nom correct complet (avec auteur) de ce taxon est Physalis virginiana Mill..
Ce taxon porte en français le nom vernaculaire ou normalisé suivant : coqueret de Virginie.
Physalis virginiana a pour synonymes :
- Physalis intermedia (Rydb.) Rydb. ex Small
- Physalis intermedia Rydb.
- Physalis monticola C.Mohr
- Physalis obscura Torr. & Fraser
- Physalis obscura Torr. & Fraser ex Dunal
- Physalis pennsylvanica Willd.
- Physalis pennsylvanica Willd. ex Nees
- Physalis virginiana f. sanguinea Farw.
- Physalis virginiana var. campaniforma Waterf.
- Physalis virginiana var. intermedia Rydb.
- Physalis virginiana var. nana Waterf.
- Physalis virginica A.Gray
- Physalis viscosa A.Gray